# Nettancourt
Nettancourt ist eine französische Gemeinde im Département Meuse in der Region Grand Est. Sie hat eine Fläche von 11,46 km² und 242 Einwohner (2022).

## Geografie
Die Gemeinde Nettancourt liegt am Fluss Chée an der Grenze zum Département Marne, 20 Kilometer nordwestlich von Bar-le-Duc. Nachbargemeinden sind Sommeilles im Norden, Noyers-Auzécourt im Osten, Brabant-le-Roi im Südosten, Revigny-sur-Ornain im Süden, Vroil im Südwesten, Charmont im Westen sowie Possesse im Nordwesten.

## Bevölkerungsentwicklung
| Jahr                       | 1962 | 1968 | 1975 | 1982 | 1990 | 1999 | 2006 | 2012 | 2019 |
| -------------------------- | ---- | ---- | ---- | ---- | ---- | ---- | ---- | ---- | ---- |
| Einwohner                  | 434  | 391  | 361  | 343  | 267  | 284  | 286  | 263  | 244  |
| Quellen: Cassini und INSEE |      |      |      |      |      |      |      |      |      |

## Sehenswürdigkeiten
- Kirche Saint-Rémy, erbaut im 15. Jahrhundert
- Kapelle Saint-Jean-Baptiste
- Château de Nettancourt (Schloss)
- Château de la Grange-aux-Champs (Schloss)

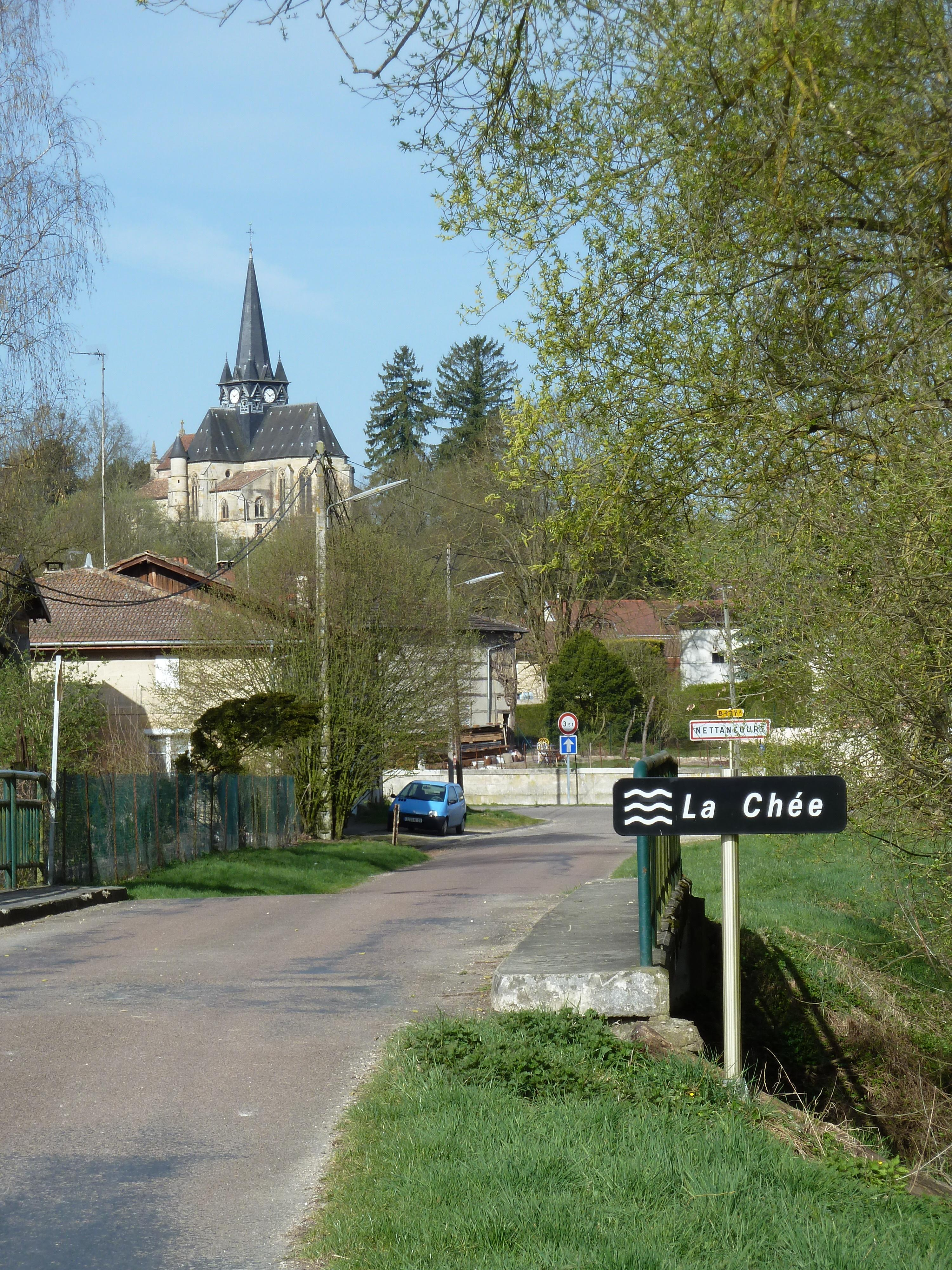
Ortseinfahrt und Kirche Saint-Rémy